# Hans-Jørgen Nielsen
Hans-Jørgen Nielsen (23. juni 1941 i Herlufmagle – 10. april 1991) var en dansk forfatter og kritiker som hovedsageligt har skrevet digte og essays. Hans bog "Haiku" (Borgen, 1963) introducerede for alvor haikugenren i Danmark. I den brede offentlighed er Hans-Jørgen Nielsen kendt for romanen "Fodboldenglen" (Tiderne Skifter, 1979).
Sidstnævnte er blevet karakteriseret som en generationsroman, og fik stor succes hos og betydning for periodens unge. Den er oversat til flere sprog.
Hans-Jørgen Nielsen blev student fra Akademisk Studenterkursus i København i 1961. Han debuterede som forfatter i 1963 med gendigtninger af japanske Haiku-digte.
Som kritiker først tilknyttet Ekstrabladet, senere Information, og senere som redaktør af Politisk Revy.
Hans-Jørgen Nielsen var medlem af Det Danske Gastronomiske Akademi.